# 杜炯林巴
杜炯林巴（藏語：བདུད་འཇོམས་གླིང་པ，威利转写：bdud 'joms gling pa，1835年—1904年）是一位藏地禪修大師與伏藏師 。他在没接受過正規教育的情况下，在藏傳佛教的僧俗二眾教師中脫穎而出。他没受過出家戒，也不隸屬當時任何一個佛教傳承 。在當時，他受到許多人的批評懷疑，原因之一為他稱說在淨觀中直接領受蓮花生大師、伊喜措嘉、觀世音菩薩和文殊菩薩的禪修指導。直到他的弟子顯示出種種證悟成就的徵兆，包括13名弟子證得虹光身，他才被當代人接受為真實無偽的佛法教師與伏藏師。如今他的教示和著作，尤其在大圓滿「無修」（non-meditation）方面，在寧瑪派教內有高度評價。
杜炯林巴的轉世為（第二世）杜炯仁波切（Dudjom Rinpoche，又譯為敦珠仁波切、敦珠法王），故杜炯林巴又被稱為「第一世杜炯仁波切」。

## 杜炯德薩（杜炯新伏藏）
杜炯德薩（Dudjom Tersar）為杜炯林巴與杜炯仁波切所開示的大量伏藏法教的統稱。 德薩（Tersar）意指「新的或近來揭示的伏藏教法」。